# Skagen (stacja kolejowa)
Skagen – stacja kolejowa w Skagen, w północnej Danii. Stacja została otwarta w 1919.